# 12877 Rylangardner
12877 Rylangardner è un asteroide della fascia principale. Scoperto nel 1998, presenta un'orbita caratterizzata da un semiasse maggiore pari a 2,3513217 au e da un'eccentricità di 0,0824161, inclinata di 12,76104° rispetto all'eclittica.